# 오치아이 히로시
오치아이 히로시(일본어: 落合 弘, 1946년 2월 28일 ~ )는 일본의 전 축구 선수다.

## 국가대표팀 경력
그는 1974년 아시안 게임에 참가할 일본 국가대표팀에 발탁되었으며, 9월 7일 이스라엘와의 경기에서 데뷔했다. 1978년 아시안 게임에도 출전했다. 그는 1980년까지 국제 A매치 통산 63경기에 출전, 9득점을 넣었다.

## 통계
| 일본 | 일본 | 일본 |
| 연도 | 출전 | 득점 |
| ---- | ---- | ---- |
| 1974 | 2    | 0    |
| 1975 | 13   | 3    |
| 1976 | 15   | 2    |
| 1977 | 5    | 0    |
| 1978 | 14   | 3    |
| 1979 | 9    | 1    |
| 1980 | 5    | 0    |
| 통산 | 63   | 9    |